# موسيقى (ألبوم)
موسيقى (بالإنجليزية:Music) هو الألبوم الإستديو الثامن لمغنية البوب الأمريكية مادونا، صدر الألبوم في 18 سبتمر 2000 عن طريق شركة التسجيلات مافريك ريكوردس.
تضمنت أغنيات هذا الألبوم موسيقى بوب، والبوب الراقص، وموسيقى الرقص الإلكترونية،وقد خاطب هذا الألبوم جمهور مثلي الجنس.
لفت هذا الألبوم انتباه الكثيرين من الأعماق، واحتل المركز الأول في قائمة الألبومات في أكثر من عشرين دولة في مختلف أنحاء العالم، وقالت مادونا
أن هذا الألبوم هو مستقبل الصوت، حقق الألبوم نسبة مبيعات تخطت الأربعة ملايين نسخة في أول عشرة أيام من طرحه

## روابط خارجية
- موسيقى على موقع ميتاكريتيك (الإنجليزية)
- موسيقى على موقع أول موفي (الإنجليزية)